# Castrillo de Don Juan
Castrillo de Don Juan è un comune spagnolo di 330 abitanti situato nella comunità autonoma di Castiglia e León.